# Loretto (Kentucky)
Pour les articles homonymes, voir Loretto.
Loretto est une localité du Comté de Marion au Kentucky.
Sa population était de 713 habitants en 2010.